# 120 KRH 92
120 KRH 92 (фін. 120 mm kranaatinheitin, malli 1992, укр. 120-мм міномет зразка 1992 року) — 120-мм фінський міномет.
Завдяки ініціативі генерал-майора Вільхо Ненонена Фінляндія виробляла міномети з початку 1930-х років, і хоча вони не експортувалися, конструкції використовувалися в багатьох країнах. Найбільша технологічна передача фінських мінометних технологій відбулася в 1950-х роках, коли технологія була передана Ізраїлю для компанії Солтам.
Міномет використовується для підтримки батальйонів і рот у бою вогнем з непрямим наведенням, для підтримки вогнем піхоти та берегових укріплень, а також для задимлення та освітлення поля бою. Зазвичай його буксирують транспортними засобами, а максимальна швидкість буксирування становить 80 км/год. Для ведення вогню з міномету необхідно сім осіб.
У серпні 2022 року міномет був помічений в Україні, коли його використовували українські військові під час відсічі російського вторгнення в Україну. На опублікованих фото, 4 військовослужбовці України ведуть вогонь із міномету. Фінляндія не повідомляла про постачання мінометів Україні.

## Характеристики
Міномет 120 KRH 92 має такі характеристики:
- Калібр: 120 мм
- Вага:
  - вага під час експлуатації 159 кг
  - вага під час транспортування 342 кг
- Скорострільність: 15 постр./хв
- Дальність: 7,3 км (максимальна ефективна дальність)
- Типи боєприпасів: осколкові, димові, освітлювальні та тренувальні
  - маса осколкової міни 12,8 кг
  - початкова швидкість найбільшого снаряда 362 м/с
- Виробляється у Фінляндії

## Оператори
- Фінляндія
- Україна — кількість невідома, помічені у серпні 2022 року під час російського вторгнення в Україну[1]